# Hill & Range
Hill & Range Songs Inc. ist ein US-amerikanischer Musikverlag mit Geschäftssitz in New York City. Er gehört heute zum Konzern der Warner/Chappell Music.

## Allgemeines
Musikverlage besitzen weltweit eine wichtige Funktion in der Musikindustrie. Sie übernehmen die Beschaffung und Verwaltung von Copyrights und leiten die Royaltys der Verwertungsgesellschaften an die Urheber (Komponisten und Liedtexter) weiter. Ersichtlich erster weltweiter Musikverlag im heutigen Sinne war der im Januar 1719 in Leipzig gegründete Verlag Breitkopf & Härtel, dem 1790 die Mainzer Schott Music folgte. Beide existieren noch heute. In den USA wurde das erste Musikwerk am 6. Januar 1794 als Urheberrecht angemeldet, Raynor Taylors „The Kentucky Volunteer“.
Die US-Verwertungsgesellschaft ASCAP wurde im April 1914 gegründet. Um ihr Monopol zu brechen, entstand im Oktober 1939 die BMI, der sich Hill & Range anschloss.

## Geschichte
Der Musikverlag „Hill & Range Songs Inc.“ wurde im Dezember 1944 von den Österreichern Joachim „Jean“ Aberbach (* 12. August 1910 in Bad Vöslau; † 24. Mai 1992 in Nassau (New York)), dessen Bruder Julian „Julius“ (* 8. Februar 1909 in Wien; † 17. Mai 2004 in New York City) und deren jüdischen Vater Aron (Adolph, „Dolfi“) Aberbach (* 25. Dezember 1878 in Bolechiw; † 2. April 1959 in Hollywood) gegründet, nachdem die Brüder im April 1939 über Paris nach New York aus Österreich geflohen waren.
Die mit starkem deutschen Akzent sprechenden Aberbachs waren mehr am Geschäft als an Musik interessiert und beschäftigten einige Juden wie Freddy Bienstock, Frederick „Fritz“ Kohn oder Paul Case. Manager waren Gerald King (Präsident), Milton M. Blink (Vizepräsident) und Jean J. Aberbach (Generalbevollmächtigter).
Im Jahre 1956 zog Hill & Range in das Penthouse des New Yorker Brill Buildings, wo 1962 insgesamt 165 Musikverlage domizilierten. In jener Zeit gewann Hill & Range wichtige Autoren des Rock ’n’ Roll und der Popmusik wie Leiber/Stoller, Doc Pomus/Mort Shuman und – für kurze Zeit – Phil Spector. Im Jahre 1964 erwarb Hill & Range den Musikverlag Progressive Music von Atlantic Records.
Die Aberbachs verkauften 75 % des Verlages Hill & Range im Jahre 1975 an Chappell Music, die ihrerseits im Mai 1987 von der Warner Music Group übernommen wurde.

## Katalog
Kerngeschäft im Tonträgerkatalog des Musikverlags war zunächst hauptsächlich Hillbilly- und Country- sowie Folk Music. Einer der ersten vom Verlag übernommenen Musiktitel war der im Januar 1945 veröffentlichte Folksong „Shame on you“ (aufgenommen am 4. Dezember 1944 in Hollywood), von Spade Cooley zum Nummer-eins-Hit (Country & Western-Charts) gemacht. In kurzer Zeit kamen die Country-Stars Cindy Walker (November 1945), Bob Wills (Juli 1946), Ernest Tubb (Dezember 1946), Bill Monroe (April 1947), Red Foley (Juli 1947), Eddy Arnold (Januar 1948), Elton Britt (Juni 1948), Hank Snow (November 1948) oder Lefty Frizzell (April 1951) hinzu. Der Verlag übernahm in jener Zeit rund 75 % aller aus Nashville stammenden Country-Musikproduktionen.
Zwischen 1948 und 1952 war Hill & Range für etwa 30 % aller Top-10-Country-Hits verantwortlich, 1949 sogar für 35 %. 1953 brachten Konkurrent Acuff-Rose und auch Hill & Range je 21 Top-10-Hits hervor. Den größten Erfolg verbuchte Hill & Range mit der Akquisition von Elvis Presley am 21. November 1955, dessen eigenen Musikverlage „Gladys Music“ und „Elvis Presley Music“ als Subverlage Hill & Range untergeordnet wurden und Elvis 50 % der eigentlich Hill & Range zustehenden Royaltys sicherten.
Als wichtigstes Autoren-Team kam im November 1958 Doc Pomus/Mort Shuman zum Verlag, dessen Wurzeln im Blues lagen. Für Robert John verfasste das Team den erfolglos gebliebenen Titel White Bucks and Saddle Shoes (November 1958, US-74), es folgte für Bobby Darin Plain Jane (Januar 1959; US-38). Fabian erhielt einige auf seine stimmlichen Unzulänglichkeiten angepasste Hits wie I’m a Man (Januar 1959; US-31) und Turn me loose (März 1959; US-9). Die Ballade My Island of Dreams wurde wegen ihres geigenüberladenen Sounds als B-Seite von Lovey Dovey durch Clyde McPhatter berücksichtigt (März 1959). Nach dem Schlaflied „Hushabye“ für The Mystics (April 1959; US-20) wurden The Drifters mit True Love, True Love bedient (September 1959; US-33), bevor Fabian mit Hound Dog Man erneut vom Autorenteam profitieren konnte (November 1959; US-9). Dion & the Belmonts erhielten A Teenager in Love (April 1959; US-5), die Drifters freuten sich über This Magic Moment (Februar 1960; US-16). Erstmals wurde Elvis Presley vom Team bedacht mit A Mess of Blues (Juli 1960; US-32), bevor die Drifters mit Save the Last Dance for Me (August 1960; US-1) die erfolgreichste Komposition des Teams präsentierten. Der Nummer-eins-Hit und Millionenseller verkaufte zwei Millionen Exemplare und avancierte zum erfolgreichsten Song des Verlagskatalogs. Hill & Range hatte nun auch in der Popmusik Fuß gefasst.